# As-Saff
As-Saff – miasto w Egipcie, w muhafazie Giza. W 2006 roku liczyło 45 131 mieszkańców.